# ホクトペンダント
ホクトペンダントは、日本生まれの競走馬、繁殖牝馬。現役時の成績は、報知杯4歳牝馬特別(G2)2着、桜花賞5着。母のホクトビーナスも1989年の桜花賞で2着だったことから、母娘二代で桜花賞の掲示板に載ることとなった。その後の活躍も期待されたが、母のホクトビーナスが急死したことから、桜花賞を最後に現役を引退し、繁殖牝馬となった。半兄のホクトフィーバス（父ミルジョージ）は、29戦8勝で福島民報杯などのオープン特別を4勝し、主に短距離路線で活躍した。また、伯父ホクトヘリオスは、京成杯3歳S(GII)、中山記念 (GII) など重賞5勝、叔父ホクトフィルは、朝日杯3歳ステークス (GI) 3着など近親に活躍馬も多い。

## 経歴
1995年9月に阪神の新馬戦でデビュー。単勝1.4倍の圧倒的1番人気に支持され、2番手追走から直線楽に抜け出して快勝。続く、500万下条件戦では2戦続けて2着、フェアリーS(G3)6着、フローラS(OP)2着を経て、母のホクトビーナスも勝利した、うぐいす賞(500万下)で勝利しクラッシック路線にのることとなった。その後、桜花賞を目標に、トライアルの報知杯4歳牝馬特別(G2)でリトルオードリーの2着となり、優先出走戦を確保。本番の桜花賞は、ファイトガリバーの5着となり、母のホクトビーナスも1989年の桜花賞で2着だったことから、母娘二代で桜花賞の掲示板に載ることとなった。その後の活躍も期待されたが、母のホクトビーナスが急死したことから、桜花賞を最後に現役を引退し、繁殖牝馬となった。

## 競走成績
以下の内容は、netkeiba.comおよびJBISサーチに基づく。
| 競走日     | 競馬場 | 競走名            | 格      | 距離（馬場）  | 頭 数 | 枠 番 | 馬 番 | オッズ （人気） | 着順 | タイム （上り3F） | 着差 | 騎手    | 斤量 [kg] | 1着馬（2着馬）       | 馬体重 [kg] |
| ---------- | ------ | ----------------- | ------- | ------------- | ----- | ----- | ----- | --------------- | ---- | ----------------- | ---- | ------- | --------- | -------------------- | ----------- |
| 1995.09.18 | 中山   | 3歳新馬           |         | 芝1200m（稍） | 8     | 2     | 2     | 001.40（1人）   | 01着 | R1:11.4（36.7）   | -1.1 | 0的場均 | 53        | （スコーアカデミー） | 474         |
| 0000.10.07 | 東京   | サフラン賞        | 500万下 | 芝1400m（良） | 14    | 1     | 1     | 004.60（2人）   | 02着 | R1:22.9（35.2）   | -0.1 | 0的場均 | 53        | アジュディケーター   | 470         |
| 0000.11.04 | 東京   | きんせんか賞      | 500万下 | 芝1600m（良） | 8     | 5     | 5     | 002.50（2人）   | 02着 | R1:37.7（34.9）   | -0.3 | 0的場均 | 53        | ソロシンガー         | 468         |
| 0000.12.23 | 中山   | フェアリーS       | GIII    | 芝1200m（良） | 12    | 6     | 7     | 007.90（4人）   | 06着 | R1:10.2（36.3）   | -1.0 | 0的場均 | 53        | マックスロゼ         | 470         |
| 1996.01.14 | 東京   | フローラS         | OP      | 芝1400m（良） | 7     | 5     | 5     | 006.10（2人）   | 02着 | R1:23.1（35.4）   | -0.2 | 0的場均 | 53        | ゴールデンカラーズ   | 462         |
| 0000.02.04 | 東京   | うぐいす賞        | 500万下 | ダ1600m（良） | 9     | 3     | 3     | 002.00（1人）   | 01着 | R1:40.2（38.4）   | -0.1 | 0的場均 | 53        | （ゴールドリーフ）   | 466         |
| 0000.03.10 | 阪神   | 報知杯4歳牝馬特別 | GII     | 芝1400m（良） | 13    | 7     | 11    | 006.90（3人）   | 02着 | R1:22.1（35.2）   | -0.2 | 0的場均 | 54        | リトルオードリー     | 470         |
| 0000.04.07 | 阪神   | 桜花賞            | GI      | 芝1600m（良） | 18    | 5     | 10    | 031.3（12人）   | 05着 | R1:35.1（35.6）   | -0.7 | 0的場均 | 55        | ファイトガリバー     | 464         |

## 繁殖牝馬時代
代表産駒は3番仔のビーナスライン（父フジキセキ）で函館スプリントS(GⅢ)優勝など36戦6勝の成績を残した。このほか5番仔チョウカイファイト（父アグネスタキオン）が福島民報杯優勝など35戦9勝と活躍している。

### ホクトペンダントの主要なファミリーライン
ホクトヒシヨウ 1976
｜ホクトビーナス 1986（3戦2勝、桜花賞2着）
｜｜ホクトペンダント 1993（2勝）
｜｜｜ビーナスライン 2001（6勝、函館スプリントステークス）
｜｜｜｜スマッシュハート 2011
｜｜｜｜トーホウビスカヤ 2014（1勝）
｜｜ホクトスプライト（3勝）1996
｜｜｜リバティスプライト 2003
｜｜｜｜ビバラビダ 2013（3勝）

## エピソード
- 本馬も、母のホクトビーナスも、うぐいす賞(500万下)で勝利した後に桜花賞に出場し、その後、後継繁殖牝馬となるため桜花賞を最後に引退している。

## 血統表
| ホクトペンダントの血統                       | ホクトペンダントの血統                                                | ホクトペンダントの血統                                                | （血統表の出典）                                                      | （血統表の出典） |
| 父系                                         | ノーザンダンサー系                                                    | ノーザンダンサー系                                                    | ノーザンダンサー系                                                    |                  |
| 父 *パークリージェント Park Regent 1981 鹿毛 | 父の父Vice Regent                                                     | Northern Dancer                                                       | Nearctic                                                              | Nearctic         |
| 父 *パークリージェント Park Regent 1981 鹿毛 | 父の父Vice Regent                                                     | Northern Dancer                                                       | Natalma                                                               |                  |
| 父 *パークリージェント Park Regent 1981 鹿毛 | 父の父Vice Regent                                                     | Victoria Regina                                                       | Menetrier                                                             | Menetrier        |
| 父 *パークリージェント Park Regent 1981 鹿毛 | 父の父Vice Regent                                                     | Victoria Regina                                                       | Victoriana                                                            |                  |
| 父 *パークリージェント Park Regent 1981 鹿毛 | 父の母Miss Attractive                                                 | Victoria Park                                                         | Chop Chop                                                             | Chop Chop        |
| 父 *パークリージェント Park Regent 1981 鹿毛 | 父の母Miss Attractive                                                 | Victoria Park                                                         | Victoriana                                                            |                  |
| 父 *パークリージェント Park Regent 1981 鹿毛 | 父の母Miss Attractive                                                 | Nice Princess                                                         | Le Beau Prince                                                        | Le Beau Prince   |
| 父 *パークリージェント Park Regent 1981 鹿毛 | 父の母Miss Attractive                                                 | Nice Princess                                                         | Happy Night                                                           |                  |
| 母 ホクトビーナス 1986 芦毛                  | 母の父マルゼンスキー                                                  | Nijinsky                                                              | Northern Dancer                                                       | Northern Dancer  |
| 母 ホクトビーナス 1986 芦毛                  | 母の父マルゼンスキー                                                  | Nijinsky                                                              | Flaming Page                                                          |                  |
| 母 ホクトビーナス 1986 芦毛                  | 母の父マルゼンスキー                                                  | *シル                                                                 | Buckpasser                                                            | Buckpasser       |
| 母 ホクトビーナス 1986 芦毛                  | 母の父マルゼンスキー                                                  | *シル                                                                 | Quill                                                                 |                  |
| 母 ホクトビーナス 1986 芦毛                  | 母の母ホクトヒシヨウ                                                  | *ボールドリック                                                       | Round Table                                                           | Round Table      |
| 母 ホクトビーナス 1986 芦毛                  | 母の母ホクトヒシヨウ                                                  | *ボールドリック                                                       | Two Cities                                                            |                  |
| 母 ホクトビーナス 1986 芦毛                  | 母の母ホクトヒシヨウ                                                  | *ギャラントグロウ                                                     | Turn to Reason                                                        | Turn to Reason   |
| 母 ホクトビーナス 1986 芦毛                  | 母の母ホクトヒシヨウ                                                  | *ギャラントグロウ                                                     | Welcome Glow                                                          |                  |
| 母系(F-No.)                                  | (FN:4-r)                                                              | (FN:4-r)                                                              | (FN:4-r)                                                              | [ § 2 ]          |
| 5代内の近親交配                              | Northern Dancer 3×4、Victoriana 4･4（父内）、Princequillo 5･5（母内） | Northern Dancer 3×4、Victoriana 4･4（父内）、Princequillo 5･5（母内） | Northern Dancer 3×4、Victoriana 4･4（父内）、Princequillo 5･5（母内） | [ § 3 ]          |
| 出典                                         | 1. 2. 3.                                                              | 1. 2. 3.                                                              | 1. 2. 3.                                                              | 1. 2. 3.         |